# 墙子路站
墙子路站是一个京承线上的铁路车站，位于中华人民共和国北京市密云区大城子镇墙子路村，建于1956年，目前为四等站，目前客运：办理旅客乘降；不办理行李、包裹托运；不办理货运营业。